# ریچارد ای. هریس
ریچارد ای. هریس (انگلیسی: Richard A. Harris) یک تدوین‌گر اهل ایالات متحده آمریکا است.
- چندلر (فیلم) (۱۹۷۱)
- نامزد (فیلم ۱۹۷۲) (۱۹۷۲)
- جزیره (فیلم ۱۹۸۰) (۱۹۸۰)
- اسباب‌بازی (فیلم ۱۹۸۲) (۱۹۸۲)
- بازماندگان (فیلم ۱۹۸۳) (۱۹۸۳)
- کودک پرافتخار (۱۹۸۶)
- بادیگارد (فیلم ۱۹۹۲) (۱۹۹۲)
- آخرین حرکت قهرمان (۱۹۹۳)
- دروغ‌های حقیقی (۱۹۹۴)
- تایتانیک (فیلم ۱۹۹۷) (۱۹۹۷)